# Esat Mala
Esat Reshat Mala (* 18. Oktober 1998 in Mushtisht, BR Jugoslawien, heute Kosovo) ist ein albanischer Fußballspieler.

## Karriere

### Verein
Mala wurde in einem Dorf in der Nähe von Prizren geboren. Seine Karriere begann er bei den Jugendakademien von KF Shkëndija Tirana. Nach nur einem Jahr ging es zu der Jugendmannschaft vom kroatischen Erstligisten HNK Hajduk Split. Am Ende der Saison wechselte Mala jedoch zum kosovarischen Verein KF Ballkani. Dort wechselte Mala im Winter zu FK Partizani Tirana und erreichte nur nach einer Saison den Gewinn der Albanischen Meisterschaft.
Im Jahr 2021 wechselte Mala in die türkische Süper Lig zu Giresunspor.

### Nationalmannschaft
Im Mai 2018 bestritt Mala sein Debüt für die U-21 Auswahl von Albanien beim Freundschaftsspiel gegen die bosnische U-21 Auswahl.

## Erfolge
- Albanischer Meister: 2018/19